# Puštal
Puštal – wieś w Słowenii, w gminie Škofja Loka. W 2018 roku liczyła 651 mieszkańców.